# Dobrenići
Dobrenići – wieś w Chorwacji, w żupanii karlowackiej, w gminie Generalski Stol. W 2011 roku liczyła 305 mieszkańców.